# Chau Say Tevoda

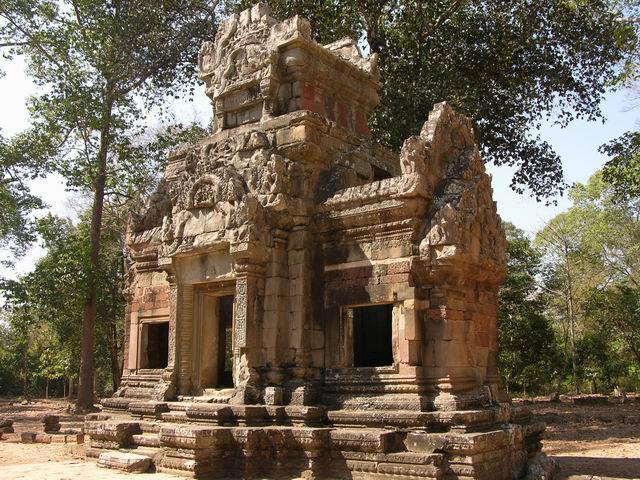
Das Westtor des Chau Say Tevoda ist sorgfältig restauriert.

Der Chau Say Tevoda (Khmer ប្រាសាទចៅសាយទេវតា) ist ein kompakter, ursprünglich hinduistischer Flachtempel in unmittelbarer Nachbarschaft der historischen Stadtanlage Angkor Thom (Kambodscha).

## Vergleich Thommanon – Chau Say Tevoda

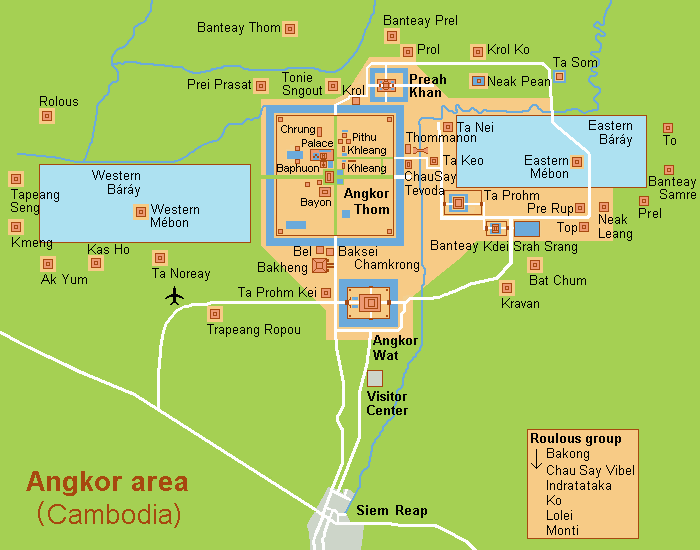
Der Thommanon und der Chau Say Tevoda liegen unmittelbar östlich von Angkor Thom.

Wenn man Angkor Thom durch das „Siegestor“ verlässt, liegen zwei Tempel wie Zwillinge links und rechts der zum Ta Keo führenden „Siegesallee“: der Thommanon und der Chau Say Tevoda. Der Thommanon wurde vermutlich im frühen 12. Jahrhundert errichtet, der Chau Say Tevoda wenige Jahrzehnte später. Sowohl Thommanon als auch Chau Say Tevoda zeigen stilistisch enge Verwandtschaft zu Angkor Wat, eine Datierung beider Tempel in die Regierungszeit des Khmer-Königs Suryavarman II. (1113 bis etwa 1150) ist also plausibel.
Östlich des Chau Say Tevoda führt ein steinerner Steg über eine kreuzförmige Terrasse zum Siem-Reap-Fluss. Die Platten des Stegs ruhen auf dreireihig angeordneten achteckigen Säulen. Steg und Terrasse sind jünger als der Tempel und entstanden vermutlich unter König Jayavarman VIII. (Regierungszeit etwa 1243 bis 1295).
In den 1960er-Jahren wurden der Thommanon und das Westtor des Chau Say Tevoda sorgfältig restauriert. Seit 2002 finden Restaurierungsarbeiten auch an den übrigen, vergleichsweise verfallenen Bauten des Chau Say Tevoda statt.
Im Vergleich zum Thommanon ist der Chau Say Tevoda etwas kleiner. Die anders als beim Thommanon noch gut erkennbare Umfassungsmauer aus Laterit rahmt eine 50 × 40 m messende Fläche. Wie beim Thommanon sind vier Sandstein-Gebäude von Ost nach West aufgereiht: der östliche Gopura (Torturm), der Mandapa (Versammlungshalle), der Prasat (Tempelturm), schließlich der westliche Gopura.

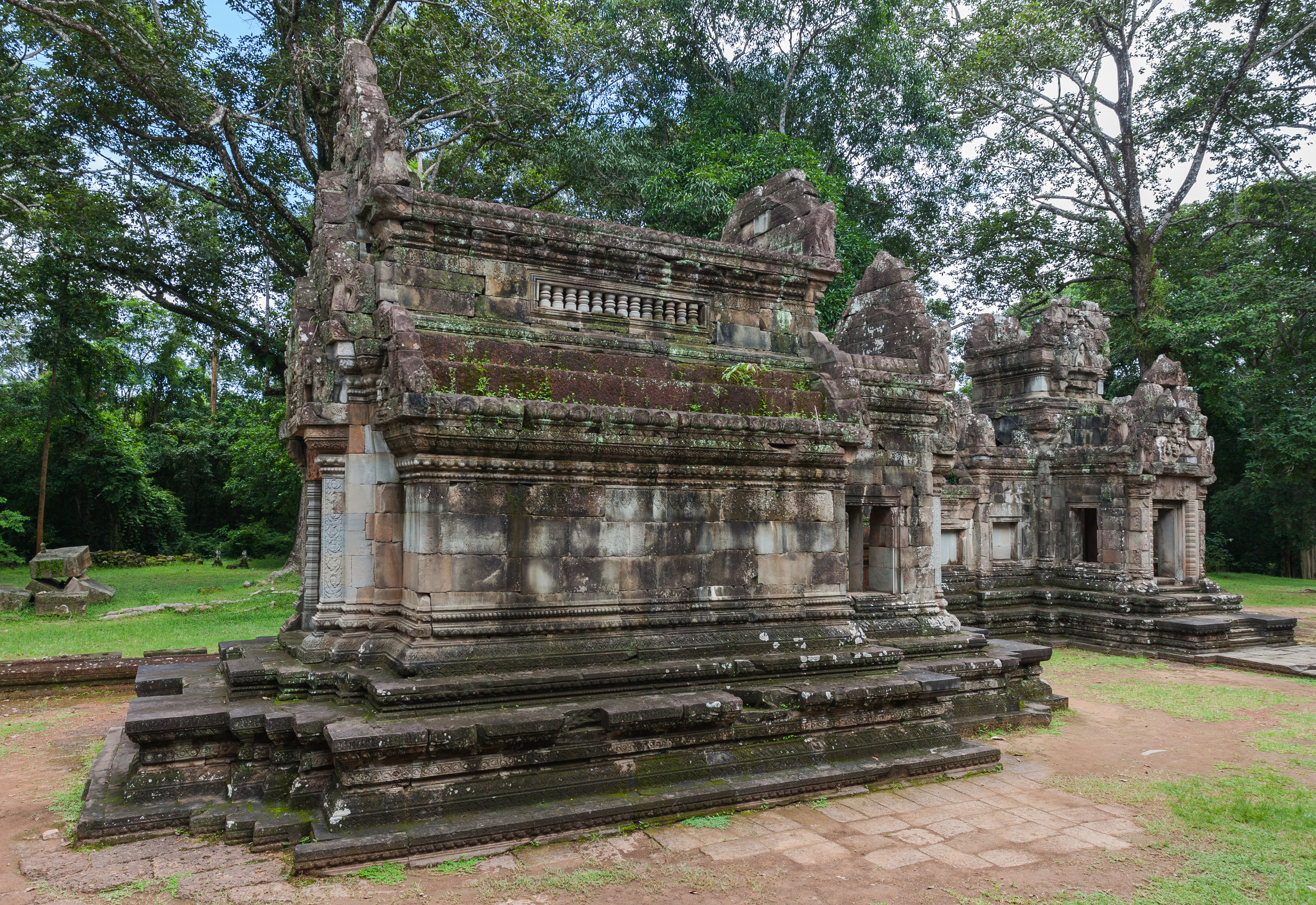
Chau Say Tevoda.

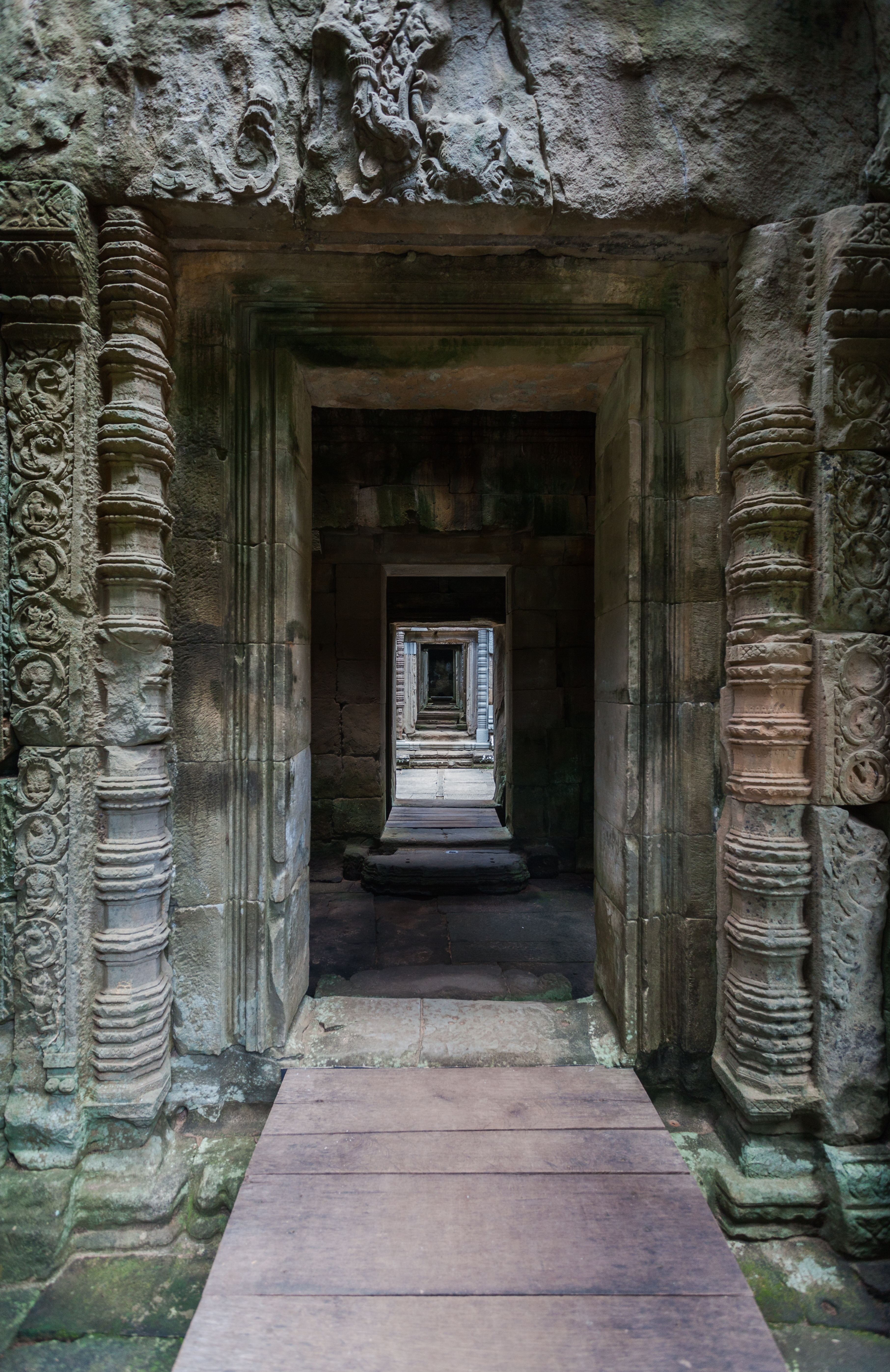
Die zum Prasat führende Türflucht.

Allerdings besitzt der Chau Say Tevoda nicht nur zwei Gopura, sondern deren vier (vom Prasat aus gesehen genau in den Haupthimmelsrichtungen), und nicht nur eine so genannte Bibliothek oder Sakristei, sondern deren zwei (eine nördlich, die andere südlich des Mandapa). Der östliche Gopura ist dreitorig; sein mittleres Tor hat einen kreuzförmigen Grundriss mit kleinen Vorhallen und Seitenkammern. Die anderen drei Gopura sind lediglich eintorig; der westliche verfügt über Seitenkammern, der nördliche und der südliche verfügen über kleine Vorhallen. Die flachen steinernen Stege, die vom Prasat zu den Gopura verlaufen, sind wohl wie der Steg im Osten der Anlage spätere Ergänzungen. Die beiden Bibliotheken sind, anders als die eine Bibliothek des Thommanon, stark verfallen.
Die meisten der ausgezeichneten Reliefs haben unter den Jahrhunderten und unter Vandalismus sehr gelitten. Gut erhalten sind immerhin zwei Illustrationen des Ramayana auf der Südseite des Osttors: der Kampf zwischen dem Affenkönig Vali und seinem Halbbruder Sugriva und der Tod des Vali.